# Juan Matta-Ballesteros
Juan Ramón Matta-Ballesteros (* 12. Januar 1945 in Tegucigalpa) ist ein honduranischer Drogenhändler. Er arbeitete eng mit Drogenkartellen in Mexiko und Kolumbien zusammen und verfügte über beste Kontakte in die honduranische Politik. Er soll auch von der CIA unterstützt worden sein, für die er im Gegenzug die Contras in Nicaragua aufrüstete. 1988 wurde Matta-Ballesteros in einer umstrittenen Aktion der honduranischen und der US-amerikanischen Regierung in seinem honduranischen Wohnsitz verhaftet und in die Vereinigten Staaten gebracht, wo er wegen seiner Drogenschmuggelaktivitäten und seiner Beteiligung an der Entführung und Ermordung von Enrique Camarena zu einer lebenslangen Haftstrafe verurteilt wurde.

## Leben
Über das frühe Leben von Matta-Ballesteros ist nur wenig bekannt. Er soll aus einer armen Familie stammen. Nach eigenen Angaben wurde er 1945 in Tegucigalpa als zweites von vier Geschwistern geboren. Er soll seine kriminelle Karriere im Schmuggel mit Marihuana in seinem Heimatland begonnen haben. Er wanderte illegal in die USA ein und soll dort im Drogenhandel aktiv gewesen sein. Im Jahr 1970 wurde er wegen Einreise mit einem falschen Pass verurteilt und im Bundesgefangenenlager in Eglin, Florida, inhaftiert. Er konnte jedoch ausbrechen und nach Mexiko fliehen.  Hier baute er Kontakte zu den entstehenden Drogenkartellen wie dem Guadalajara-Kartell auf. Er hatte auch enge Kontakte nach Kolumbien, wo er als Auftragskiller für das Medellín-Kartell gearbeitet haben soll. 1974 wurde er wegen des Verkaufs von 10 Kilogramm Kokain in Mexiko verhaftet, nach einem Jahr jedoch wieder freigelassen. In der Haft wurde er verdächtigt, zwei Personen getötet zu haben.
Matta-Ballesteros fungierte als Kontaktmann zwischen der kolumbianischen und mexikanischen Unterwelt und schloss 1975 ein Bündnis mit Miguel Ángel Félix Gallardo, dem Boss des Guadalajara-Kartells, um kolumbianisches Kokain über Zentralamerika nach Mexiko zu transportieren. In seinem Heimatland Honduras arbeitete Matta-Ballesteros mit Militär und Sicherheitsdiensten zusammen, welche seine Aktivitäten unterstützten. Bis 1977 arbeitete er mit der Schmugglerfamilie Ferrari zusammen, bevor er diese nach einem Streit entführen, foltern und ermorden ließ. 1978 brachte er seinen Verbündeten Policarpio Juan Paz García in einem von ihm finanzierten "Kokainputsch" in Honduras an die Macht. Ballesteros wurde dadurch unantastbar und Honduras zu einem Narco-Staat.
In den 1980er Jahren war die Route über Honduras die Hauptroute für die Einfuhr von Drogen in die Vereinigten Staaten und löste den Schmugglerweg über die Karibik ab. Dieses Schmugglernetzwerk wurde von Matta-Ballesteros organisiert, der zum reichsten Mann in Honduras aufstieg, eigene Unternehmen zur Geldwäsche gründete und in Immobilien in Spanien und Kolumbien investierte. Ballesteros' Fluggesellschaft SETCO beförderte in einigen Fällen Kokainlieferungen aus Honduras direkt in die USA. Während der Reagan-Regierung begann die CIA mit Matta-Ballesteros zusammenzuarbeiten und SETCO begann die antikommunistischen Contras mit Waffen und anderen Materialien zu beliefern. Im Gegenzug wurde Matta-Ballesteros unter den Schutz der CIA gestellt. Als ein Büro der US-amerikanischen Drug Enforcement Administration (DEA) in Honduras begann, die Rolle des Militärs beim Kokainhandel aufzudecken, ließ die CIA das Büro schließen. 1985 sollen das Guadelajara-Kartell und Matta-Ballesteros an der Ermordung und Folterung des DEA-Agenten Enrique Camarena beteiligt gewesen sein, ebenso wie CIA-Agenten, welche verhindern wollten, dass ihre Beteiligung am Drogenhandel auffliegen könnte.
Kurz nach dem Tod von Camarena im Februar 1985 wurde Matta verdächtigt, nachdem seine Spuren am Tatort gefunden wurden. Laut der Journalistin Elaine Shannon wurde Matta einige Tage nach der Entführung Camarenas in Mexiko-Stadt ausfindig gemacht, aber seine Verhaftung wurde von den mexikanischen Behörden verzögert, so dass es ihm gelang, aus dem Land zu fliehen. Die US-Strafverfolgungsbehörden verfolgten Matta-Ballesteros weiter, und im April 1985 spürten sie ihn in der kolumbianischen Stadt Cartagena auf. Auf Ersuchen der DEA wurde Matta-Ballesteros von der kolumbianischen Regierung verhaftet. Im März 1986, während das Auslieferungsverfahren noch lief, floh er aus dem Gefängnis, einigen Berichten zufolge durch Bestechung der Gefängnisbehörden. Später im selben Jahr kehrte er in sein Heimatland Honduras zurück.
Die honduranische Verfassung verbietet die Auslieferung honduranischer Staatsbürger, und zwei Jahre lang lehnten die honduranischen Behörden Anträge der USA auf Auslieferung von Matta-Ballesteros ab. Schließlich verhaftete die honduranische Polizei ihn im April 1988 und setzte ihn in ein Flugzeug in die Dominikanische Republik. Die dominikanische Regierung setzte ihn daraufhin in ein Flugzeug nach Puerto Rico, das von US-Marshals begleitet wurde, die Matta bei Erreichen des US-Territoriums verhafteten. Am Tag nach seiner Auslieferung marschierten 1.000 bis 2.000 Studenten der Nationalen Autonomen Universität in Tegucigalpa aus Protest zur US-Botschaft. Während der Proteste, die zwei Tage lang andauerten, wurde die Botschaft in Brand gesetzt, und fünf Studenten wurden getötet.
Er wurde des Drogenschmuggels und der Beteiligung an der Entführung, nicht aber am Mord an Camarena für schuldig befunden und in den USA zu einer lebenslangen Haftstrafe verurteilt. Matta legte mehrmals Berufung gegen seine Verurteilung ein. Sie wurde jedoch 1995 vom United States Court of Appeals for the Ninth Circuit bestätigt. Im Jahr 2017 wurde seine Verurteilung im Fall der Camarena-Entführung wegen der fehlerhaften forensischen Beweise, die in seinem Prozess verwendet wurden, aufgehoben. Ein neues Verfahren wurde angeordnet, aber 2018 beschlossen die Staatsanwälte, die Anklage fallen zu lassen, auch da Matta-Ballesteros bereits für Drogenhandel zu lebenslänglich verurteilt wurde.

## Mediale Darstellung
In der Serie Narcos: Mexico wurde er von dem kubanischen Schauspieler Vladimir Cruz gespielt.